# Antiauxine
Die Antiauxine sind eine Gruppe von negativen Wachstumsregulatoren, die den Auxinen entgegengesetzt sind. Sie hemmen die Auxine kompetitiv. Zu ihnen gehören Clofibrin, 2,4-Dichloranisol, Clofibrinsäure (p-Chlorphenoxyisobuttersäure), 2,3,5-Triiodbenzoesäure (Tiba) und Naptalam (NPA, N-(1-Naphthyl)phthalsäuremonoamid). Die beiden letztgenannten werden häufig in der Forschung benutzt, sie hemmen nur den Abtransport von Auxin nach unten, während der apikale Zufluss bestehen bleibt. Daher sammelt sich Auxin in den behandelten Pflanzenbereichen.
Mit Quercetin und Genistein kommen auch natürliche Antiauxine vor.